# HD 88133 b
HD 88133 b é um planeta extrassolar que orbita a estrela subgigante de classe G HD 88133, localizada a aproximadamente 270 anos-luz (81 parsecs) da Terra na constelação de Leo. Foi descoberto em 2004 pelo método da velocidade radial. É um gigante gasoso com uma massa mínima de 0,229 vezes a massa de Júpiter, tendo provavelmente uma massa similar à de Saturno. Sua órbita é extremamente curta, tendo um raio médio de apenas 0,0472 UA (4,72% do raio orbital da Terra). O planeta completa uma órbita a cada 3,41587 dias.